# RS Гончих Псов
RS Гончих Псов (лат. RS Canum Venaticorum), HD 114519 — тройная звезда в созвездии Гончих Псов на расстоянии приблизительно 433 световых лет (около 133 парсек) от Солнца. Возраст звезды определён как около 2,5 млрд лет.
Пара первого и второго компонентов — двойная затменная переменная звезда типа Алголя (EA). Визуальная звёздная величина звезды — от +9,14m до +7,93m. Орбитальный период — около 4,7977 суток.
Открыта Витольдом Карловичем Цераским в 1914 году*.
Является прототипом переменных типа RS Гончих Псов*.

## Характеристики
Первый компонент (HD 114519Aa) — жёлто-белая звезда спектрального класса F4IV-V, или F5V, или F6IV, или F8. Масса — около 1,39 солнечной, радиус — около 1,89 солнечного, светимость — около 10,218 солнечной. Эффективная температура — около 6239 K.
Второй компонент (HD 114519Ab) — оранжевая эруптивная переменная звезда типа RS Гончих Псов (RS) спектрального класса K0IVe, или K2IV, или G8IV. Масса — около 1,44 солнечной, радиус — около 3,85 солнечного. Эффективная температура — около 4580 K.
Третий компонент (HD 114519B). Масса — около 0,84 солнечной. Орбитальный период — около 42658 лет. Удалён на 0,3 угловой секунды.

## Планетная система
В 2019 году учёными, анализирующими данные проектов Hipparcos и Gaia, у звезды обнаружена планета HIP 64293 b.